# 南京大學電子科學與工程學院
南京大學電子科學與工程學院是南京大学的新兴院系之一。

## 构成
- 电子工程系
- 微电子与光电子学系
- 信息电子学系
- 通信工程系

## 历史
- 南京大學電子科學與工程學院的历史可追溯到1950年代初先后由魏荣爵和鲍家善在南京大学物理学系创设的声学和无线电物理学学科与专业。更早在中央大学时期及之前，物理系开设有电子类课程，中国无线电教育先驱倪尚达等人曾执教该系；此外工学院设有电机系，1952年南大电机系分出。
- 1984年，南京大学以声学和无线电物理学学科（专业）和有关电子技术教研室（组）为基础，组建信息物理学系，1994年更名为电子科学与工程系。
- 2009年底，电子科学与工程系改为電子科學與工程學院，设电子工程系、微电子与光电子学系、信息电子学系、通信工程系。原电子科学与工程系声学专业成为声科学与工程系，改设在南京大学物理学院。